# Communes de la province de Verceil
- Haut – A
- B
- C
- D
- E
- F
- G
- H
- I
- J
- K
- L
- M
- N
- O
- P
- Q
- R
- S
- T
- U
- V
- W
- X
- Y
- Z

## Communes

### A
- Alagna Valsesia
- Albano Vercellese
- Alice Castello
- Arborio
- Asigliano Vercellese

- Haut – A
- B
- C
- D
- E
- F
- G
- H
- I
- J
- K
- L
- M
- N
- O
- P
- Q
- R
- S
- T
- U
- V
- W
- X
- Y
- Z

### B
- Balmuccia
- Balocco
- Bianzè
- Boccioleto
- Borgo d'Ale
- Borgo Vercelli
- Borgosesia
- Buronzo

- Haut – A
- B
- C
- D
- E
- F
- G
- H
- I
- J
- K
- L
- M
- N
- O
- P
- Q
- R
- S
- T
- U
- V
- W
- X
- Y
- Z

### C
- Campertogno
- Carcoforo
- Caresana
- Caresanablot
- Carisio
- Casanova Elvo
- Cellio con Breia
- Cervatto
- Cigliano
- Civiasco
- Collobiano
- Costanzana
- Cravagliana
- Crescentino
- Crova

- Haut – A
- B
- C
- D
- E
- F
- G
- H
- I
- J
- K
- L
- M
- N
- O
- P
- Q
- R
- S
- T
- U
- V
- W
- X
- Y
- Z

### D
- Desana

- Haut – A
- B
- C
- D
- E
- F
- G
- H
- I
- J
- K
- L
- M
- N
- O
- P
- Q
- R
- S
- T
- U
- V
- W
- X
- Y
- Z

### F
- Fobello
- Fontanetto Po
- Formigliana

- Haut – A
- B
- C
- D
- E
- F
- G
- H
- I
- J
- K
- L
- M
- N
- O
- P
- Q
- R
- S
- T
- U
- V
- W
- X
- Y
- Z

### G
- Gattinara
- Ghislarengo
- Greggio
- Guardabosone

- Haut – A
- B
- C
- D
- E
- F
- G
- H
- I
- J
- K
- L
- M
- N
- O
- P
- Q
- R
- S
- T
- U
- V
- W
- X
- Y
- Z

### L
- Lamporo
- Lenta
- Lignana
- Livorno Ferraris
- Lozzolo

- Haut – A
- B
- C
- D
- E
- F
- G
- H
- I
- J
- K
- L
- M
- N
- O
- P
- Q
- R
- S
- T
- U
- V
- W
- X
- Y
- Z

### M
- Mollia
- Moncrivello
- Motta de' Conti

- Haut – A
- B
- C
- D
- E
- F
- G
- H
- I
- J
- K
- L
- M
- N
- O
- P
- Q
- R
- S
- T
- U
- V
- W
- X
- Y
- Z

### O
- Olcenengo
- Oldenico

- Haut – A
- B
- C
- D
- E
- F
- G
- H
- I
- J
- K
- L
- M
- N
- O
- P
- Q
- R
- S
- T
- U
- V
- W
- X
- Y
- Z

### P
- Palazzolo Vercellese
- Pertengo
- Pezzana
- Pila
- Piode
- Postua
- Prarolo

- Haut – A
- B
- C
- D
- E
- F
- G
- H
- I
- J
- K
- L
- M
- N
- O
- P
- Q
- R
- S
- T
- U
- V
- W
- X
- Y
- Z

### Q
- Quarona
- Quinto Vercellese

- Haut – A
- B
- C
- D
- E
- F
- G
- H
- I
- J
- K
- L
- M
- N
- O
- P
- Q
- R
- S
- T
- U
- V
- W
- X
- Y
- Z

### R
- Rassa
- Rima San Giuseppe
- Rimasco
- Rimella
- Riva Valdobbia
- Rive
- Roasio
- Ronsecco
- Rossa (Italie)
- Rovasenda

- Haut – A
- B
- C
- D
- E
- F
- G
- H
- I
- J
- K
- L
- M
- N
- O
- P
- Q
- R
- S
- T
- U
- V
- W
- X
- Y
- Z

### S
- Sabbia
- Salasco
- Sali Vercellese
- Saluggia
- San Germano Vercellese
- San Giacomo Vercellese
- Santhià
- Scopa
- Scopello
- Serravalle Sesia
- Stroppiana

- Haut – A
- B
- C
- D
- E
- F
- G
- H
- I
- J
- K
- L
- M
- N
- O
- P
- Q
- R
- S
- T
- U
- V
- W
- X
- Y
- Z

### T
- Tricerro
- Trino
- Tronzano Vercellese

- Haut – A
- B
- C
- D
- E
- F
- G
- H
- I
- J
- K
- L
- M
- N
- O
- P
- Q
- R
- S
- T
- U
- V
- W
- X
- Y
- Z

### V
- Valduggia
- Varallo Sesia
- Verceil
- Villarboit
- Villata
- Vocca

- Haut – A
- B
- C
- D
- E
- F
- G
- H
- I
- J
- K
- L
- M
- N
- O
- P
- Q
- R
- S
- T
- U
- V
- W
- X
- Y
- Z